# St. Laurentius (Stein)

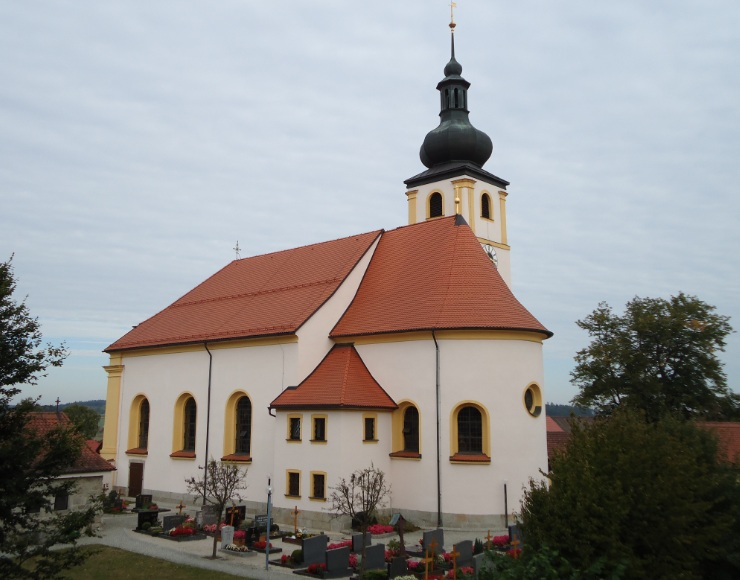
St. Laurentius in Stein

Die Expositurkirche St. Laurentius ist die römisch-katholische Kirche der Ortschaft Stein, eines Gemeindeteils des Marktes Plößberg in der nördlichen Oberpfalz im Bistum Regensburg. Sie wurde 1762 bis 1763 vom Waldsassener Klosterbaumeister Philipp Muttone erbaut und steht unter Denkmalschutz.

## Geschichte
Den Grundstein der Kirche legte Abt Wigand Deltsch am 8. Juni 1762. Zum Architekten und Planer wurde der Klosterbaumeister Philipp Muttone ernannt, der bereits mehrere Kirchen in der Region entworfen hatte. Die Weihe der Kirche konnte bereits am 9. August 1763 durch den Beidler Pfarrer Schilling gefeiert werden.

## Baubeschreibung
Der Saalbau besitzt einen eingezogenen Chor, der halbrund geschlossen ist. Der Kirchturm befindet sich an der nördlichen Seite des Chorwinkels und hat eine regionaltypische Zwiebelhaube als Turmaufsatz. Die Westfassade besitzt Eckpilaster auf hohen Granitsockeln. An das Langhaus mit Tonnengewölbe und drei Jochen schließt sich der zweijochige Chorraum an.

## Innenausstattung

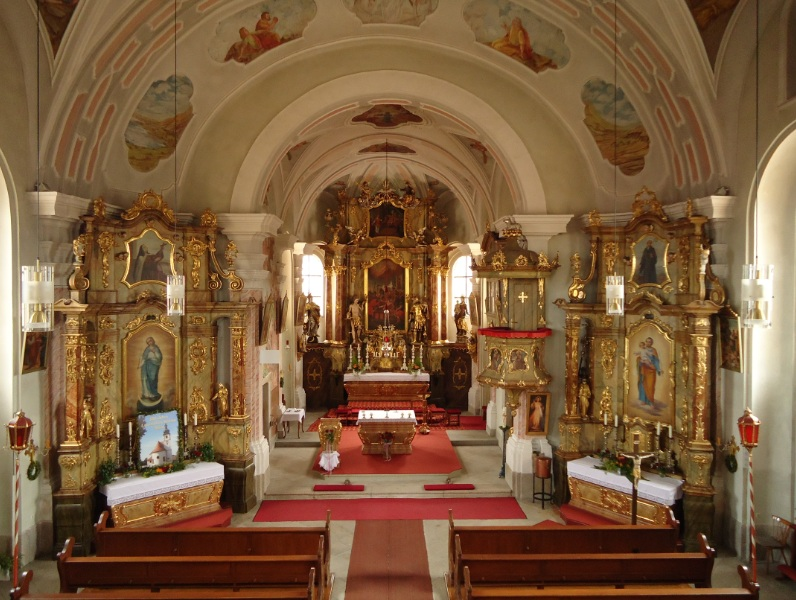
Innenraum – Blick auf den Chorraum.

Der Hochaltar stammt wohl aus dem Jahr 1767. Das Altarbild zeigt das Martyrium des Kirchenpatrons, des Heiligen Laurentius von Rom, daneben befinden sich zwei Statuen der Heiligen Sebastian und Florian. Zwei weitere Statuen, die Maria Immaculata auf der Mondsichel und der Heilige Josef mit dem Jesuskind, stehen an den äußeren Seiten. Sie standen ursprünglich auf den Seitenaltären. Sie entstanden in ihrer heutigen Form wahrscheinlich 1857, das Gemälde schuf 1868/69 ein Maler aus Amberg. Der linke Seitenaltar zeigt ein Bild der Himmelskönigin, darüber befindet sich ein Gemälde der Heiligen Theresia von Avila und an den Füßen der Säulen stehen Figuren der Heiligen Elisabeth und des Heiligen Franziskus. Der rechte Seitenaltar enthält ein Bild des Josef und eines des Heiligen Abtes Leonhard darüber. Zu Füßen der beiden weiteren Säulen stehen Figuren einer Nonne und des Mönches Augustinus.
Die Deckengemälde mit Stuckrahmen entstanden erst 1909 durch den Kirchenmaler Kaspar Schleibner. Die Bilder zeigen Szenen aus dem Leben des Heiligen Laurentius. Es sind die Weihe zum Diakon, die Aufklärung des Kaisers über die Schätze der Kirche (bedürftige Menschen), die Gefangennahme und der Abschied von seinem Priester dargestellt. Im Chorraum ziert ein Fresko der Jünger und Jesus in Emmaus die Decke. Der Chorbogen enthält drei Bilder der Verklärung Christi und in den Stichkappen über den Fenstern sind Szenen aus dem Leben Jesu dargestellt.
Die Kanzel mit Bildern der vier Evangelisten wurde zur gleichen Zeit wie der Hochaltar in der Kirche angebracht. In der Nische links von der Kanzel befindet sich das Taufbecken.
Die Empore wurde erst später eingebaut. An ihrer unteren Brüstung sind kleine Reliquiare, Bildnisse der Maria mit dem Jesuskind und Anna mit ihrer Tochter Maria angebracht. An den Wänden zeigen vier große Gemälde Mariä Verkündigung, Jesus auf dem Ölberg, die Geißelung Jesu und die Dornenkrönung Jesu. Im ersten Geschoss der Empore befindet sich in einer Nische an der Wand eine Statue des Guten Hirten, davor eine Statue des Bruders Konrad, gegenüber ein Glasschrein mit dem Heiligen Laurentius.